# Rocca aldobrandesca (Manciano)
La Rocca aldobrandesca è un castello nel centro storico di Manciano risalente al XII secolo.

## Descrizione
Sorge su un basamento quadrangolare delimitato da cortine murarie ed è costituita da due corpi di fabbrica addossati tra loro su un lato, uno più ampio, di altezza minore, a sezione quadrangolare e uno più alto che costituisce la torre della rocca. L'edificio principale presenta basamenti a scarpa, pareti interamente rivestite in pietra dove si aprono finestre disposte su tre livelli; la parte alta, cordonata, è coronata da una caratteristica merlatura sommitale. La torre è caratterizzata da una parte alta cordonata e dalla merlatura sommitale che riprendono perfettamente l'aspetto estetico dell'altro corpo di fabbrica. Le pareti in pietra presentano meno aperture e il basamento a scarpa è molto più alto e pronunciato, circondato su tre lati da cortine murarie che delimitano una sorta di piccolo fortilizio, addossandosi alla parte bassa dell'altro corpo di fabbrica.
Il complesso è sede del Comune di Manciano.

## Storia
La rocca venne costruita nel corso del XII secolo, divenendo proprietà della famiglia Aldobrandeschi.
Dagli inizi del Trecento in poi, vi furono numerose contese per il controllo della fortificazione, considerata da molti in posizione strategica. Dopo una breve occupazione da parte degli Orvietani, la rocca passò agli Orsini di Pitigliano che la controllarono fino al Seicento, a parte un temporaneo dominio senese nella prima metà del Quattrocento durante il quale furono effettuati alcuni lavori di ristrutturazione ed ampliamento.
Attorno alla metà del Seicento, Manciano e la sua rocca entrarono a far parte del Granducato di Toscana, assieme ai rimanenti territori della Contea degli Orsini, che scompariva definitivamente dallo scenario geopolitico.
Nella seconda metà del Settecento furono effettuati lavori di restauro per salvare la fortificazione dal degrado; un ultimo intervento di recupero è stato condotto nel secolo scorso.

## Galleria d'immagini

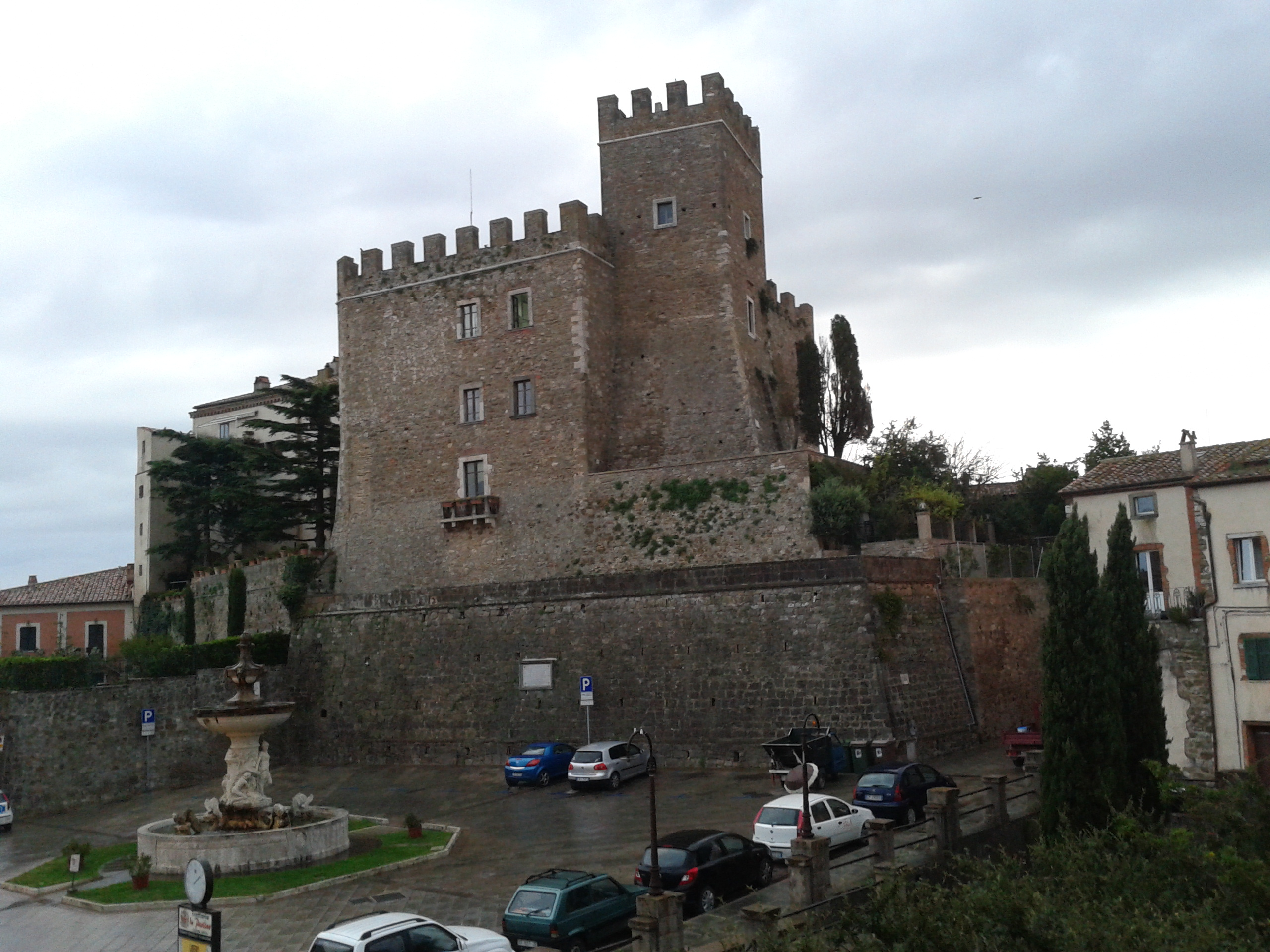
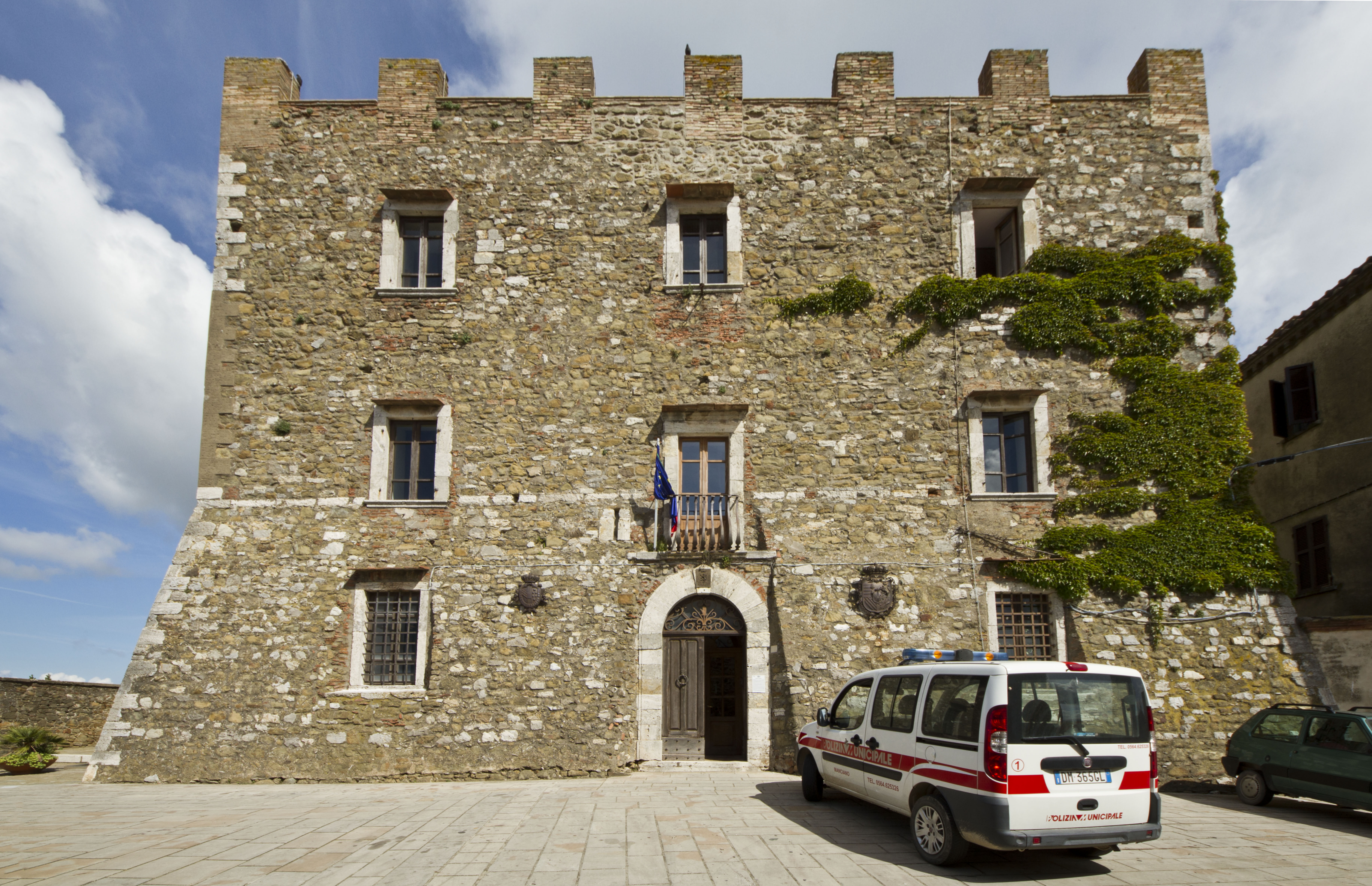
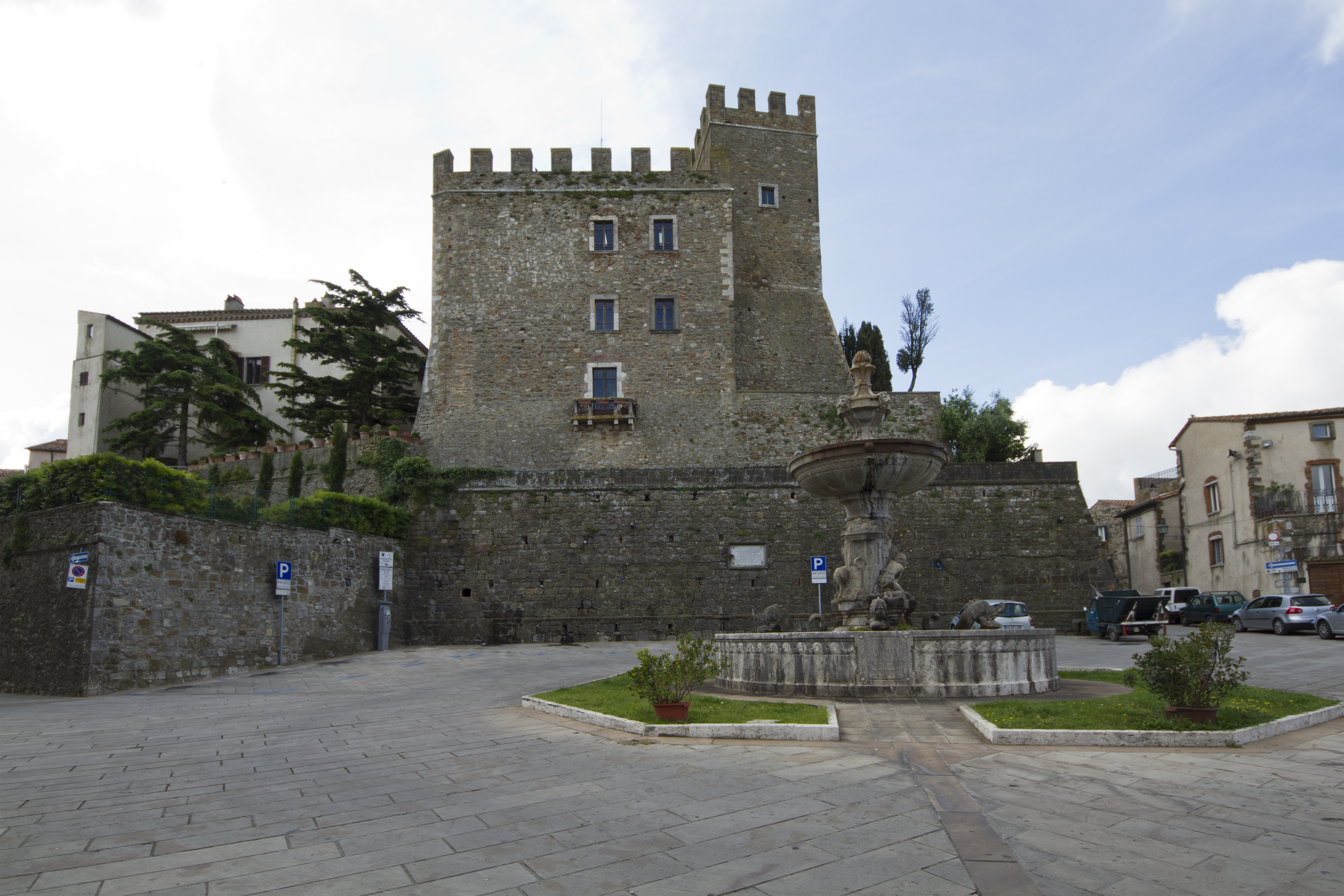
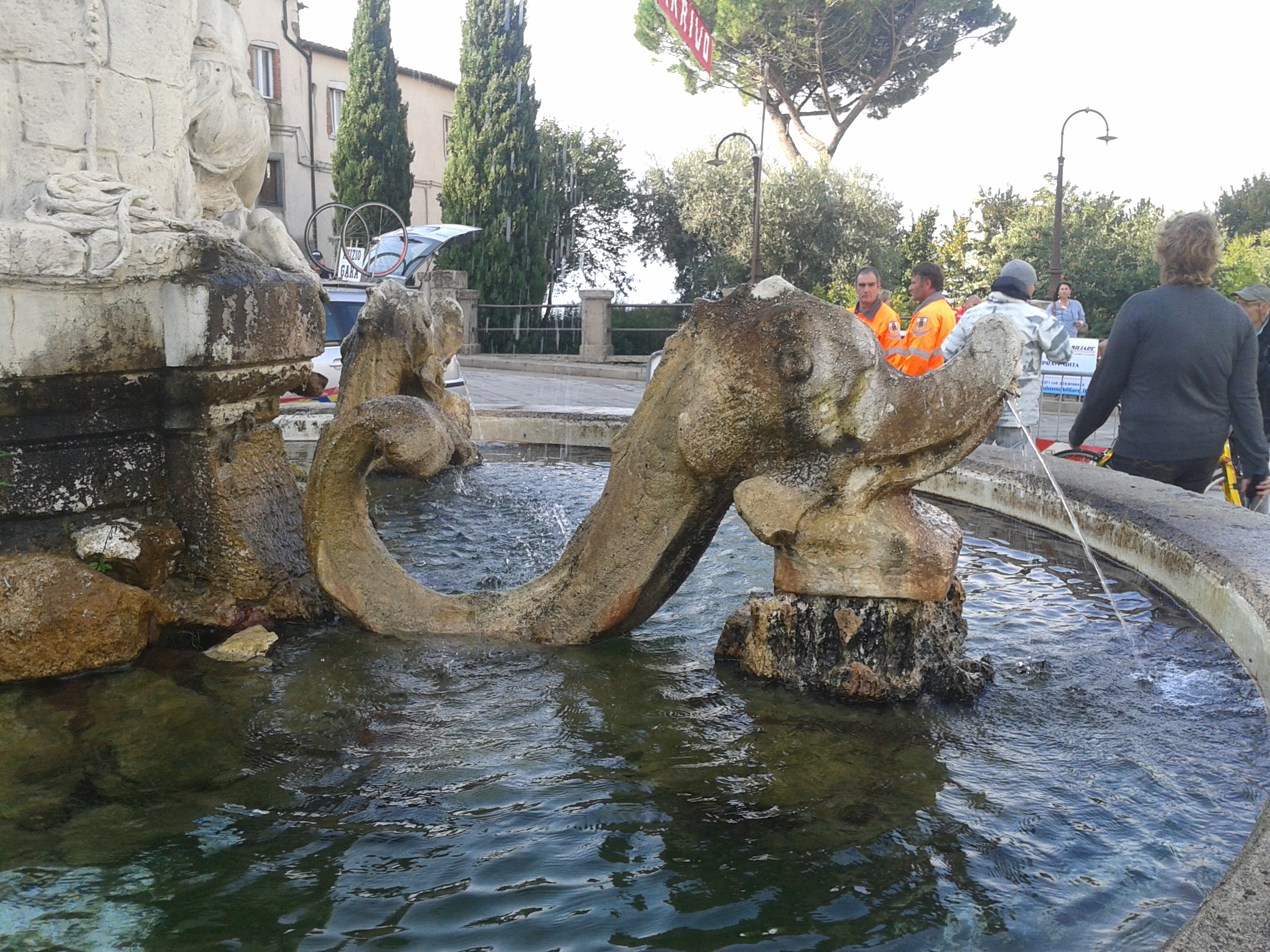